# Gmina Dragacz
Die Gmina Dragacz ist eine Landgemeinde im Powiat Świecki der Woiwodschaft Kujawien-Pommern in Polen. Ihr Sitz ist das gleichnamige Dorf (deutsch Dragaß) mit etwa 600 Einwohnern.

## Gliederung
Zur Landgemeinde (gmina wiejska) Dragacz gehören 12 Ortsteile (deutsche Namen, amtlich bis 1945) mit einem Schulzenamt (sołectwo).
- Bratwin (Brattwin)
- Dolna Grupa (Nieder Gruppe)
- Dragacz (Dragaß)
- Fletnowo (Flötenau)
- Górna Grupa (Karolina)
- Grupa (Gruppe)
- Grupa-Osiedle
- Michale (Michelau)
- Mniszek (Mischke)
- Wielki Lubień (Groß Lubin)
- Wielkie Stwolno (Deutsch Westphalen)
- Wielkie Zajączkowo (Groß Sanskau)

Weitere Ortschaften der Gemeinde sind Nowe Marzy (Neu Marsau), Polskie Stwolno (Groß Westphalen), Stare Marzy (Alt Marsau) und Wiąskie Piaski (Jungensand).